# Cincu
Cincu – wieś w Rumunii, w okręgu Braszów, w gminie Cincu. W 2011 roku liczyła 1286 mieszkańców.